# Сельское поселение Отрадненское (Московская область)
Сельское поселение Отра́дненское — упразднённое в 2017 году муниципальное образование упразднённого Красногорского муниципального района Московской области.
Образовано в 2005 году в северо-восточной части района, на территории Марьинского и Путилковского сельских округов.
Административный центр — посёлок Отрадное.

## География
Площадь — 2889 гектаров.

## Население
| 2006  | 2007  | 2008  | 2009  | 2010  | 2011    |
| ----- | ----- | ----- | ----- | ----- | ------- |
| 3919  | ↗3952 | ↘3932 | ↗4016 | ↗5283 | ↗6154   |
| 2012  | 2013  | 2014  | 2015  | 2016  | 2017    |
| →6154 | ↗6910 | ↗7398 | ↗7957 | ↗8946 | ↗12 811 |

## Населённые пункты
В состав муниципального образования входят 9 населённых пунктов (2 посёлка, 1 село и 6 деревень):
| Вид населённого пункта | Наименование | население, чел. (2006) | ОКАТО          | Бывшая территориальная единица |
| ---------------------- | ------------ | ---------------------- | -------------- | ------------------------------ |
| село                   | Ангелово     | 165                    | 46 223 807 002 | Марьинский сельский округ      |
| деревня                | Аристово     | 45                     | 46 223 807 004 | Марьинский сельский округ      |
| деревня                | Гаврилково   | 76                     | 46 223 821 002 | Путилковский сельский округ    |
| деревня                | Коростово    | 56                     | 46 223 807 005 | Марьинский сельский округ      |
| деревня                | Марьино      | 128                    | 46 223 807 001 | Марьинский сельский округ      |
| посёлок                | Отрадное     | 1282                   | 46 223 807 003 | Марьинский сельский округ      |
| деревня                | Путилково    | 1650                   | 46 223 821 001 | Путилковский сельский округ    |
| деревня                | Сабурово     | 95                     | 46 223 807 006 | Марьинский сельский округ      |
| посёлок                | Светлые Горы | 422                    | 46 223 807 007 | Марьинский сельский округ      |

Крупнейшие населённые пункты — деревня Путилково и посёлок Отрадное.